# Court Tomb von Behy

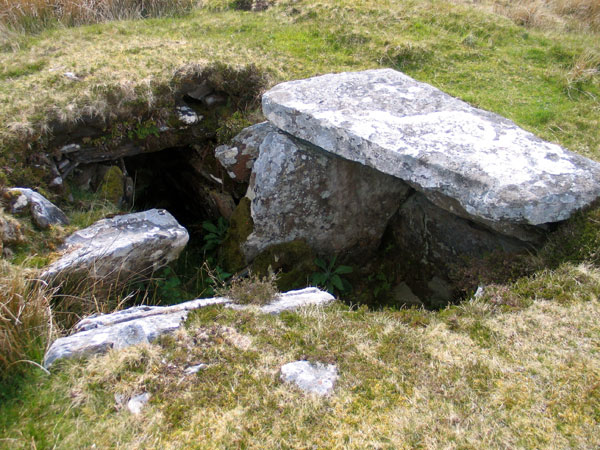
Court Tomb von Behy

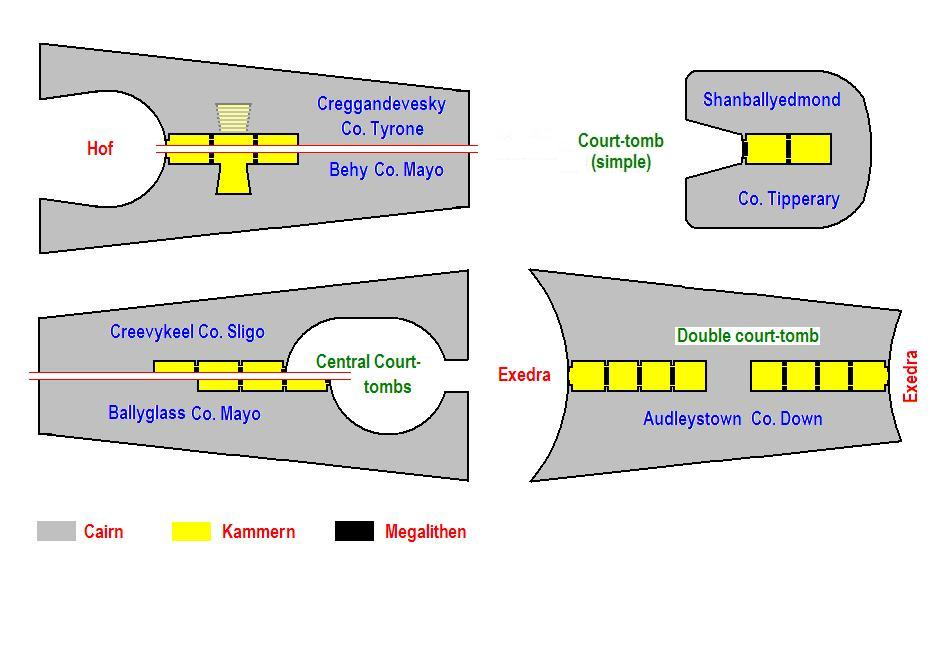
Formen von Court Tombs – Behy oben links

Das zwischen 4000 und 2500 v. Chr. in der Jungsteinzeit errichtete Court Tomb von Behy, im gleichnamigen Townland (irisch An Bheithigh) bei Belderg im äußersten Norden des County Mayo in Irland, ist etwa zur Hälfte ausgegraben und danach großteils wieder mit Torf bedeckt worden. Court Tombs gehören zu den megalithischen Kammergräbern (englisch chambered tombs) in Irland und Großbritannien. Sie werden mit etwa 400 Exemplaren größtenteils in Ulster im Norden der Republik Irland und in Nordirland gefunden. Der Begriff Court Tomb wurde 1960 von dem irischen Archäologen Ruaidhrí de Valera eingeführt.
Es ist ein ungewöhnliches Court Tomb, da es gegenüber normalen Anlagen des Typs einige andere Attribute aufweist. Eines davon ist die Galerie mit zwei Seitenkammern (englisch transeptal tomb), die das Aussehen der kreuzförmigen Kammer von Passage Tombs hat. Das andere ist, dass Trockenmauerwerk anstelle der Orthostaten den schräg angesetzten Hof einfasst. Tatsächlich können mehr Court Tombs Höfe aus Trockenmauerwerk gehabt haben, die aber, da sie gegenüber den Orthostaten leichter abzutragen sind, verloren gingen, während die Höfe aus Orthostaten eher überlebten. Die kreuzförmige Hauptkammer und die Vorkammer sind erstaunlich groß. Über der etwa 2,0 m hohen Kammer liegen zwei Decksteine auf und die Seitenkammern haben einen gepflasterten Boden. Außerdem liegt die Megalithanlage, was selten ist, in der Nähe einer zeitgenössischen Siedlung inmitten der Céide Fields.